# Moke
Moke is een Nederlandse band uit Amsterdam. Ze brachten in 2007 hun debuutalbum Shorland uit. Hun muziek wordt voornamelijk onder de britpop geschaard.

## Ontstaan
Zanger Felix Maginn, geboren en getogen in Belfast, speelde vóór de oprichting van Moke in de band Supersub. Zijn plannen een eigen, nieuwe band te beginnen kregen als eerste vorm door het vragen van Tröckener Kecks gitarist Phil Tilli. Hij stemde in, evenals Supersub drummer Rob Klerkx. Bassist Marcin Felis en toetsenist Eddy Steeneken (voorheen bij de band Flemming) worden toegevoegd en de line-up is compleet.
Na zeven jaar, in januari 2014, verlaat gitarist Phil Tilli de band, naar eigen zeggen "wegens verschillen in inzicht over de muzikale richting".
Tijdens de opnamen van Moke's debuutalbum Shorland komen ze in contact met de legendarische Britse rockster Paul Weller. Hij is op dat moment in Amsterdam om zijn album As Is Now op te nemen. Moke's producent, Joeri Saal, is tevens producent van Wellers album. Weller is onder de indruk van Moke’s album en nodigt ze uit in Engeland om in zijn voorprogramma te spelen van twee van zijn shows, in The Forum (Londen) op 6 en 7 december 2006.

### Debuutalbum
Het album Shorland wordt uitgebracht op 30 maart 2007. Twee weken daarvoor is de eerste single, Last Chance, uitgebracht zonder veel media-aandacht. De band wordt echter snel opgemerkt door de media. Het NOS-programma Studio Sport gebruikt Last Chance als eindtune voor de live-verslagen van de kwartfinales in de UEFA Champions League begin april 2007. Het meeste impact heeft echter het interview en optreden van de band in het Vara televisieprogramma De Wereld Draait Door (DWDD). Al enkele dagen na die uitzending wordt Moke een mediahype.

### Bekendheid
Moke wordt een bekende naam en dat uit zich in optredens op onder andere het London Calling-festival, BNN's That's Live, het Haarlemse Bevrijdingsfestival en Lowlands. Daarnaast staat de band op 12 september 2007 samen in het voorprogramma van de Britse band Razorlight.  Opvallend is de kleding van de bandleden. Gekleed in een strak gestreken zwart overhemd en pantalon verschijnen zij op het podium. Vanwege deze 'coole' uitstraling kiest modeontwerper Karl Lagerfeld de mannen van Moke uit om zijn nieuwe collectie te dragen. Kort daarop wordt de band verkozen tot de best geklede band van Nederland. Vanaf het najaar van 2007 verschijnt Moke maandelijks bij DWDD voor de muzikale intermezzo's tijdens de terugblik op de maand. De band Moke is ook bekend geworden bij sportkijkers door de muziek bij de terugblik van de Champions League in 2007 bij NOS Studio Sport.
Ook de reclamewereld pikt de pianorock van de band op: in het najaar verschijnt een commercial van autofabrikant Toyota met waarin de derde single van Moke te horen is, This Plan.
Als leader voor het tv-programma Family Matters wordt de tweede single Here comes the summer gebruikt. De intro van het nummer is vrijwel gelijk aan de intro van A blow a crack a pound van jaren 80-band Lancaster.
Moke speelde op de zaterdag van Pinkpop 2010 als dagopener met het Metropole Orkest. En op 9 oktober 2010 gaf Moke in de Heineken Music Hall een concert samen met het Metropole Orkest.

## Naam
Moke is volgens velen afgeleid van Mokum, een bijnaam voor Amsterdam. Dit is echter niet het geval volgens bandlid Phil Tilli: "Daar hadden wij in eerste instantie helemaal niet aan gedacht, maar dat is een hele leuke associatie. Want het is best iets om trots op te zijn dat je een Amsterdamse band bent.
In een interview met Felix Maginn en Phil Tilli, in Reaction (TMF) vertelde Felix dat Moke de bijnaam was van zijn geliefde oom. Deze oom betekende heel veel voor Felix en om hem een eer te bewijzen heeft Felix zijn band naar 'Moke' vernoemd.

## Trivia
- In 2010 was gitarist Phil Tilli de eerste Nederlandse ambassadeur voor Record Store Day;
- Door een brand in het Amsterdamse muziekcentrum Melody Line op 30 mei 2015 raakte Moke al hun instrumenten kwijt die stonden opgeslagen in de oefenruimte.

## Discografie

### Albums
| Album met eventuele hitnotering(en) in de Nederlandse Album Top 100 | Datum van verschijnen | Datum van binnenkomst | Hoogste positie | Aantal weken | Opmerkingen                               |
| ------------------------------------------------------------------- | --------------------- | --------------------- | --------------- | ------------ | ----------------------------------------- |
| Shorland                                                            | 2007                  | 07-04-2007            | 13              | 65           |                                           |
| The long & dangerous sea                                            | 2009                  | 19-09-2009            | 2               | 24           |                                           |
| Moke                                                                | 2010                  | 23-10-2010            | 11              | 3            | met Metropole Orkest o.l.v. Jules Buckley |
| Collider                                                            | 2012                  | 06-10-2012            | 5               | 7            |                                           |
| The Time Has Come                                                   | 2015                  | 13-11-2015            | -               | -            |                                           |

### Singles
| Single met eventuele hitnotering(en) in de Nederlandse Top 40 | Datum van verschijnen | Datum van binnenkomst | Hoogste positie | Aantal weken | Opmerkingen                                                         |
| ------------------------------------------------------------- | --------------------- | --------------------- | --------------- | ------------ | ------------------------------------------------------------------- |
| Last Chance                                                   | 2007                  | -                     |                 |              | Nr. 55 in de Single Top 100                                         |
| Here Comes the Summer                                         | 2007                  | -                     |                 |              | Leader NCRV programma: Family matters / Nr. 94 in de Single Top 100 |
| This Plan                                                     | 2007                  | -                     |                 |              | Nr. 75 in de Single Top 100                                         |
| Heart without a Home                                          | 2008                  | -                     |                 |              | Titelsong film TBS / Nr. 44 in de Single Top 100                    |
| The Long Way                                                  | 2008                  | -                     |                 |              | Nr. 66 in de Single Top 100                                         |
| Switch                                                        | 2009                  | 19-09-2009            | tip5            | -            | Nr. 56 in de Single Top 100                                         |
| Love My Life                                                  | 2009                  | 12-12-2009            | tip7            | -            | Nr. 66 in de Single Top 100                                         |
| Grace of God                                                  | 2011                  | -                     |                 |              | Nr. 78 in de Single Top 100                                         |
| My Death                                                      | 2012                  | -                     |                 |              | Nr. 97 in de Single Top 100                                         |
| Burning the Ground                                            | 2012                  | 22-09-2012            | tip13           | -            | Nr. 47 in de Single Top 100                                         |